# Pseudoleskea korjakorum
Pseudoleskea korjakorum är en bladmossart som beskrevs av Lazarenko 1945. Pseudoleskea korjakorum ingår i släktet Pseudoleskea och familjen Leskeaceae. Inga underarter finns listade i Catalogue of Life.